# Wilhelm Reiss
Wilhelm Reiß (Mannheim, 13 giugno 1838 – Burg Könitz, 29 settembre 1908) è stato un geologo ed esploratore tedesco.
Insieme a Angel Escobar, fu il primo a scalare il Cotopaxi (1872) e con il vulcanologo Alphons Stübel, fu il primo a salire a Tungurahua (1873).

## Biografia
Inizialmente intraprese dei corsi di business ad Anversa, ma capì che il suo interesse era la geologia. Nel 1858-60 esegue delle ricerche scientifiche in Madeira, nelle Azzorre e nelle Canarie. Studiò scienze presso diverse istituzioni, guadagnandosi il dottorato nel 1864 presso l'Università di Heidelberg. Nel 1866, con Stübel e il geologo Karl von Fritsch, condusse delle ricerche a Santorini.
All'inizio del 1868, con Stübel, intraprese un viaggio esplorativo nelle Hawaii. Tuttavia, durante una sosta in Colombia, i due uomini vollero restare lungo le Ande dove svolsero ricerche vulcanologiche, geologiche, etnografiche e archeologiche. Nell'aprile del 1876 Reiss tornò in Germania.
Dal 1885 al 1887 fu direttore della Gesellschaft für Erdkunde zu Berlin e nel 1888 diventò direttore della Berliner Gesellschaft für Anthropologie, Etnologie und Urgeschichte. Nel 1892 si trasferì a Könitz, vicino alla città di Saalfeld, dove morì il 29 settembre 1908.

## Pubblicazioni
- Das Totenfeld von Ancón in Peru, Berlin (1880–86) con Alphons Stübel.[3]
- Kultur und Industrie südamerikanischer Völker, Berlin (1889–90)
- Reisen in Südamerika, Berlin (1890)
- Geologische Studien in der Republik Columbia, 3 volumi; Berlin (1892–99)
- Das Hochgebirge der Republik Ecuador, 2 volumi; Berlin (1892–1902)
- Ecuador 1870-74: petrographische Untersuchungen, Berlin (1901).